# John Locke (Lost)
John Locke (Terry O'Quinn) este unul dintre personajele principale din serialul de televiziune american Lost. Este numit după filozoful englez John Locke. În 2007, O'Quinn a câștigat Premiul Primetime Emmy pentru cel mai bun actor secundar în serial dramatic pentru interpretarea lui Locke.